# تکیه‌گاه‌سازی آموزشی
تکیه‌گاه‌سازی آموزشی (انگلیسی: Instructional scaffolding) حمایتی است که در طول رویه یادگیری از سوی آموزگار به دانش‌آموز اعطا می‌شود. این حمایت برای هر دانش‌آموز به طرزی ویژه متناسب می‌شود؛ این شیوه آموزشی به دانش‌آموزان اجازه می‌دهد که یادگیری دانش‌آموز‌محور را تجربه کنند که توان تسهیل کردن یادگیری کارآمدتر از یادگیری آموزگارمحور را دارد.